# Tupolew A-3
Die Tupolew A-3 Nadeschda (russisch Туполев А-3 Надежда, Nadeschda dt. für Hoffnung) ist ein Ganzmetall-Amphibienfahrzeug zum Transport von Passagieren und Fracht in verkehrstechnisch unerschlossenen Gebieten. Der hinter der geschlossenen Kabine angeordnete Antrieb mit Schubpropeller ermöglicht auch die Fortbewegung auf Schnee oder Wasser.

## Geschichte
Um den ganzjährigen Transport von Briefen, Passagieren und leichter Fracht sowie medizinische Notfallhilfe in abgelegene Gebiete zu gewährleisten, war die Entwicklung eines Fahrzeugs erforderlich, das in der Lage ist, unterschiedliche Oberflächen mit hoher Geschwindigkeit zu befahren. Um diesen Anforderungen gerecht zu werden, entwickelte Tupolew einen Amphibien-Schlitten, der von einem Sternmotor und Schubpropeller angetrieben wird.
Auch der Helikopterkonstrukteur Nikolai Kamow entwickelte solche Verkehrsmittel (z. B. Aerosled K30).
Die Entwicklung des A-3 begann im Jahr 1961, die Serienproduktion startete 1964 und dauerte bis in die frühen 1980er Jahre. Anfangs wurden die A-3 bei Moskau hergestellt, jedoch fand die Mehrheit der A-3-Produktion in der Ukraine, an der Tjatschiwski Transkarpatien Hubschrauberfabrik, statt. Die Produktion wurde im Jahr 1983 eingestellt, nachdem mehr als 800 A-3 Propellerschlitten produziert wurden.
Die A-3 wurde ursprünglich von einem luftgekühlten 100-PS-M-11-Fünfzylinder Sternmotor angetrieben. Bei späteren Modellen wurde dieser durch einen 260-PS-AI-14R-Sternmotor ersetzt, der auf einem stoßdämpfenden Rohrrahmen montiert war. Eine abnehmbare Verkleidung deckt den Öltank und die Leitungen für das Schmiersystem ab. Die zwei Kraftstofftanks sind innerhalb des Rumpfes zu beiden Seiten der Kabine verbaut.

## Einsatz
Das Fahrzeug wird in erster Linie für den Transport von Post, lebensnotwendiger Güter und Medikamente verwendet. Die A-3 war von Mitte der 1960er Jahre bis in die 1980er Jahre in ganz Osteuropa und abgelegenen Gebieten Sibiriens im Einsatz.
Die A-3 wurde in Einzelfällen vom Militär verwendet; mindestens einmal bei der in der DDR stationierten sowjetischen 16. Luftarmee als Rettungsfahrzeug für abgestürzte Piloten. Zwei A-3 waren bei der 125. ADIB (Fliegerdivision der Jagdbomber) in Rechlin stationiert. Der ungarische Grenzschutz betrieb vier Propellerschlitten am Neusiedler See.

## Erhaltene Exemplare
- Eine 1978 gebaute A-3 (Registrierung N007), möglicherweise die einzige, die in die USA ging, wurde bei einer Barrett-Jackson Auktion im Jahr 2007 für 187.000 US-Dollar verkauft. Dieses Exemplar hat einen Nicht-Standard-9-Zylinder-Motor und zwei gegenläufige Propeller.
- In Ungarn gibt es immer noch zwei mit der Registrierung: „2202“ und „2302“. Die „2202“ wird im Grenzschutzmuseum in Körmend restauriert, während die „2302“ in Alsónémedi immer noch in schlechtem Zustand ist.
- Im Automuseum in Moskau befindet sich eine A-3 mit der Registration „6711“.